# المغفل

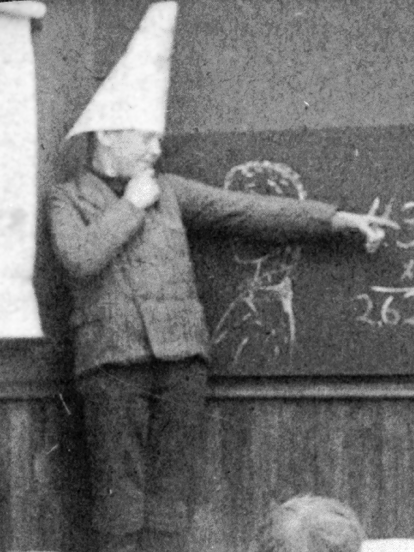

المغفل (بالإنجليزية: Dunce)‏ هو الشخص غير القادر على التعلم، وعادة ما يظهر بشكل كوميدي مرتدياً قبعة ورقية على شكل مخروط المعروفة باسم قبعات المغفل مع الكلمة «مغفل» أو «غبي» أو ببساطة حرف D. ويُجبر أطفال المدارس أحياناً على ارتداء قبعة المغفل والوقوف أو الجلوس على مقعد في الزاوية كشكل من أشكال العقاب على سوء السلوك أو لعدم إثبات أنهم أدوا دراستهم على النحو الصحيح.

## الأصول
الكلمة مشتقة من اسم اللاهوتي والسفلي الإسكتلندي جون دانز سكوتوس. جنبا إلى جنب مع توماس الأكويني ووليام من أوكم، كان واحدا من أبرز علماء اللاهوت الفيلسوف في العصور الوسطى العليا. كتب Duns Scotus أطروحات حول اللاهوت والنحو والمنطق والميتافيزيقيا، والتي كانت مؤثرة على نطاق واسع في جميع أنحاء أوروبا الغربية، مما أكسب Duns الوسام البابوي دكتور Subtilis (المعلم الخفي). ولا تزال دونز تحظى بتقدير كبير في الكنيسة الكاثوليكية الرومانية، وقد تغلب عليها البابا يوحنا بولس الثاني في عام 1993.
كان أتباع دانز سكوتوس يسمون الدونز أو الدنسمين أو الاسكتلنديين. عندما في القرن السادس عشر جادل الاسكتلنديون ضد الإنسانية في عصر النهضة، أصبح مصطلح الكثبان الرملية أو الكثبان الرملية، في أفواه البروتستانت، مصطلحًا من سوء المعاملة ومرادفًا لمن لا يتمكن من الحصول على منحة دراسية. كان هذا علم ال اشترولوجيا التي قدمها ريتشارد ستانيهورست. من ناحية أخرى، أكد صموئيل جونسون أن مصدر الكلمة غير معروف.

## قبعة المغفلين
قبعة المغفل ، والمعروفة أيضًا باسم هي قبعة مدببة، كانت تستخدم سابقا كنوع من الانضباط في المدارس في أوروبا والولايات المتحدة. في الثقافة الشعبية، وعادة ما يتم صنعه من الورق وغالبا ما يكون مع علامة D أو كلمة «مغفل»، ونظرا لأطفال المدارس جامحة لارتداء. في كثير من الأحيان «مغفل» وقدم للوقوف في الزاوية، التي تواجه الجدار. كان الأمل أن لا أحد يريد أن يوصف ب «المغفل» في الصف، حتى لفترة قصيرة من الزمن، وبالتالي فإن الطلاب تجنبوا السلوك السيء. وشملت الأمثلة على السلوك الذي يمكن أن يبرر غطاء dunce رمي كرات البُق، تمرير الملاحظات، أو سحب الشعر. وكثيرا ما تم تحذير مهرجي الصف مع قبعة المغفل.
في التربية الحديثة، لم يعداستخدام قبعات المغفلين كعقوبة من الامور المستحبة.
وفقا لـ The Straight Dope، أوصى Duns Scotus بارتداء القبعات المخروطية لتحفيز الدماغ - ما يسمى «قبعات التفكير». (هذه الفكرة هي المصدر المحتمل للقبعات المدببة التي يرتديها المعالجون عادة، إلخ.) ومع ذلك، فإن قاموس أكسفورد الإنجليزي (الطبعة الثانية) يسجل أن مصطلح "dunce cap" نفسه لم يدخل اللغة الإنجليزية إلا بعد مصطلح "dunce" أصبح مرادفاً لـ «أحمق» أو "dimwit". في الواقع، "dunce cap" لم يتم تسجيلها قبل كتاب السفر 1833 أمريكا، والأميركيين من قبل جيمس Boardman. جون فورد 1624 مسرحية دارلينج الشمس هو أول ذكر مسجل للمصطلح ذات الصلة «الجدول dunce،» طاولة المقدمة للطلاب أكثر بلادة أو أفقر.
في برنامج الالعاب التلفزيوني Win Ben Stein's Money، كان يطلب من الشخص الذي يجيب على شكل سؤال (كما هو مطلوب في برنامج Jeopardy) ارتداء قبعة المغفل/dunce.

## الغباء الأدبي
الغباء الادبي هو شخص سواء حقيقي أو خيال، يستخدم في الأدب كهدف للهجاء. هذا الاستخدام لهذا المصطلح مستمد من الهجاء ألكسندر بوب الشعرية التاريخية الدنسية. Dunces ليسوا الأشرار، على الرغم من أنه يمكن أن يكون شرير، بقدر ما يتم عقد ما يصل كما هو مثال للغباء، والتآمر، والتواطؤ.